# Nick Hardt
Nick Hardt (nació el 20 de septiembre de 2000) es un jugador de tenis dominicano.
Hardt su ranking ATP más alto de individuales fue el número 201, logrado el 12 de diciembre de 2022. Su ranking ATP más alto de dobles fue el número 282, logrado el 14 de agosto de 2023.
Al 16 de noviembre de 2024 se encuentra en el puesto 208 del Ranking ATP.
Es el n.º 1 en el Ranking de República Dominicana.

## Títulos Challenger (1; 1+0)

### Individual (1)
| N.° | Fecha              | Torneo    | Superficie    | Oponente en la final | Resultado     |
| --- | ------------------ | --------- | ------------- | -------------------- | ------------- |
| 1.  | 7 de abril de 2024 | Barcelona | Tierra batida | Bernabé Zapata       | 6-4, 3-6, 6-2 |